# 1957 год в спорте
Список 1957 год в спорте описывает спортивные события, произошедшие в 1957 году.

## Баскетбол
- 20 — 30 июня в Болгарии прошёл Чемпионат Европы по баскетболу 1957 года.
- В десятом розыгрыше Европейского первенства победу одержала сборная Советского Союза.
- В финалах НБА «Бостон Селтикс» победили «Сент-Луис Хокс», счёт в серии 4:3.

## Теннис
- В финале розыгрыша Кубка Дэвиса  Австралия переиграла  США со счётом 3-2.

## Фигурное катание
- Чемпионат мира по фигурному катанию:
  - Чемпион мира в мужском одиночном катании :  Дэвид Дженкинс, США
  - Чемпион мира в женском одиночном катании :  Кэрол Хейсс, США
  - Чемпионы мира в парном катании :  Барбара Вагнер и Роберт Пол, Канада
  - Чемпионы мира по танцам на льду :  Кортни Джонс и Джун Маркхам, Великобритания

## Футбол
- В финале Кубка Европейских чемпионов мадридский «Реал» победил «Фиорентину» со счётом 2:0.
- В первом английском дивизионе победителем сезона 1956/1957 стал «Манчестер Юнайтед».
- В финале Кубка Англии «Астон Вилла» обыграла «Манчестер Юнайтед» со счётом 2:1.
- 15 мая в последний раз в чемпионатах Англии на поле появился легендарный Стэнли Мэтьюз.
- 8 сентября в Хартуме была образована Африканская конфедерация футбола.
- В СССР было основано сразу несколько новых футбольных клубов, включая «Урожай» («Динамо» (Барнаул)), «Буревестник» («Томь»), «Энергия» («Звезда» (Иркутск)), «Химик» («Шинник»), «Авангард» («Локомотив», Челябинск), команда Рижского таксомоторного парка («Торпедо» (Рига))

## Хоккей
- 24 февраля — 5 марта в Москве проходил Чемпионат мира по хоккею с шайбой 1957, из-за подавления Советской армией Венгерского восстания в 1956 году чемпионат бойкотировали сборные Канады, США, Норвегии, ФРГ, Италии и Швейцарии. Чемпионом стала сборная Швеции.
- Арт Росс Трофи (лучшему бомбардиру регулярного чемпионата) в НХЛ был вручён Горди Хоу, «Детройт Ред Уингз»
- Харт Трофи (самому полезному игроку) в НХЛ был вручён Горди Хоу, «Детройт Ред Уингз»
- Кубок Стэнли завоевал клуб «Монреаль Канадиенз», обыгравший в серии «Бостон Брюинз» со счётом 4-1